# Matia Bazar

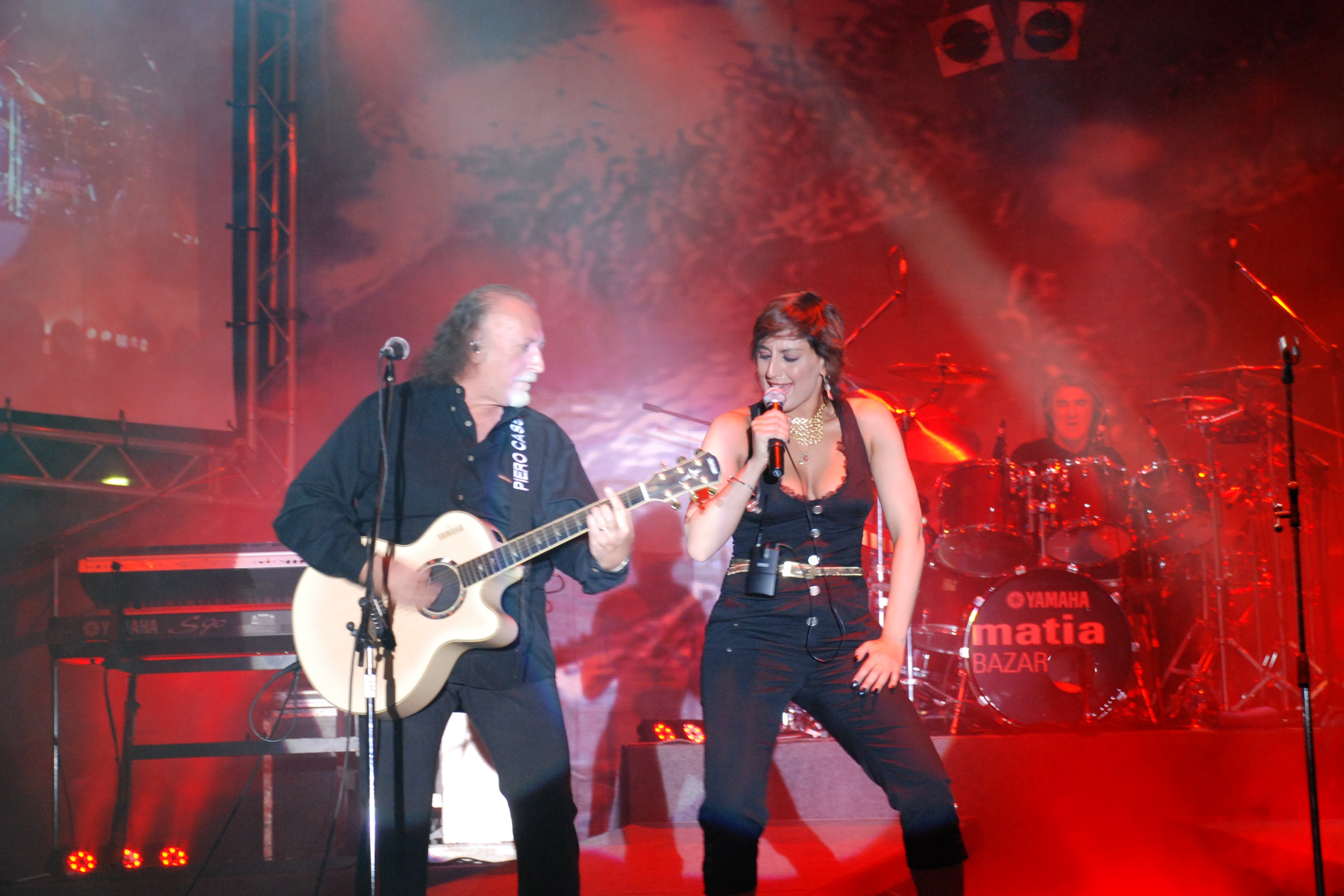
Matia Bazar 2007

Matia Bazar est un groupe de musique pop italien formé en 1975 à Gênes. Les membres d'origine sont Piero Cassano, Aldo Stellita, Carlo Marrale, Giancarlo Golzi et Antonella Ruggiero. En 1989, Ruggiero quitte le groupe pour se dédier à une carrière de soliste et est remplacée par Laura Valente. Lors du festival de Sanremo, il remporte à deux reprises le Prix de la Critique Mia-Martini.
En France, leurs plus grands succès sont Solo tu et Ti sento.

## Composition du groupe

### Chant
- Antonella Ruggiero - de 1975 à 1989
- Laura Valente - de 1990 à 1998
- Silvia Mezzanotte - de 1999 à 2004, et depuis 2010
- Roberta Faccani - de 2005 à 2010

### Instruments
- Piero Cassano - de 1975 à 1981 et depuis 1999
- Giancarlo Golzi - de 1975 à 2015
- Aldo Stellita- de 1975 à 1998
- Carlo Marrale - de 1975 à 1994
- Mauro Sabbione- de 1981 à 1984
- Sergio Cossu - de 1984 à 1998
- Fabio Perversi - depuis 1999

## Discographie
- Matia Bazar 1 - 1976
- Gran Bazar - 1977
- L'oro dei Matia Bazar - 1977
- Semplicita' - 1978
- Tournee - 1979
- Il tempo del sole - 1980
- ..Berlino... Parigi... Londra - 1981
- Tango - 1983
- Aristocratica -1984
- Melanchólia - 1985
- Meló - 1987
- Matia Bazar - Best - 1988
- Red corner - 1989
- Anime pigre - 1991
- Tutto il meglio dei Matia Bazar - 1991
- Dove le Canzoni si avverano - 1993
- Radiomatia - 1995
- Benvenuti a Sausalito - 1997
- Brivido caldo - 2000
- Dolce canto – 2001
- Messagi dal vivo – 2002
- Profili svelati - 2005